# Safir
Safir je redek dragi kamen, mineral korunda. To pomeni, da je safir, kot vsi ostali kristali iz skupine korundov sestavljeni iz čistega aluminijevega oksida, barvo, ki pri safirju variira od modre, rumene, rožnate, oranžne do zelene in vijolične, pa mu dajejo primesi železa, kroma in drugih kovin. Rdeča različica safirja pa je dobila svoje ime in je danes poznana kot rubin.
Zelo redki so zvezdasti safirji, ki imajo v določenem preseku zvezdast vzorec, ki običajno lomi svetlobo v šestih krakih, redkeje pa celo v dvanajstih.
Ta mineral je po trdoti takoj za diamantom in dosega vrednost 9,0 na Mohsovi lestvici.
Najbolj cenjeni modri safirji izvirajo iz Kašmirja, kjer so jih tudi prvič našli konec 19. stoletja. Izjemno cenjeni so tudi podobno modri safirji z Madagaskarja. Ostale države, kjer so večja nahajališča safirjev so: Avstralija (Queensland in Novi Južni Wales), Pakistan, Afganistan, Indija, Tanzanija, Kenija ter ZDA (Montana, Severna Karolina).